# Burg Lindenberg (Kasendorf)
Die Burg Lindenberg, auch Schloss Lindeberg genannt, ist eine abgegangene hochmittelalterliche Turmhügelburg (Motte) und war später ein Schloss am Nordrand von Lindenberg, einem Gemeindeteil des Marktes Kasendorf im Landkreis Kulmbach in Bayern.
Der Burgstall befindet sich im Garten eines Wohnstallhauses, eines eingeschossigen Sandsteinquaderbaus (um 1820–1830), Lindenstraße 5.

## Geschichte
1371 bekam Heinrich Rauschner II., sesshaft auf der benachbarten Burg Zultenberg, vom Bamberger Bischof Ludwig von Meißen die Erlaubnis in „Lyntenberg“ auf der Burgstelle ein „hülzernes“ Haus zu errichten. Die Rauschner waren Ministeriale der Andechs-Meranier.
Nachdem die Veste bereits von den Hussiten zerstört worden war, wurde das Schloss von Weismainer Bürgern 1526 im Bauernkrieg ausgebrannt.
Nachdem das Geschlecht der Rauschner mit Joachim Rauschner von Lindenberg († 1560) ausgestorben war, ging das Rittergut an die Waldenfels, später an die Künsberg und die Guttenberg. Das Grabmal von Joachim Rauschner befindet sich in der Johanneskirche in Kasendorf.
1730 erwarb Johann Christoph Ludwig Lochner von Hüttenbach das Rittergut, das infolge des Dreißigjährigen Krieges in sehr schlechtem Zustand war, und errichtete einen neuen Schlossbau, an den ein Wappenstein mit der Jahreszahl „1736“ erinnert. Nach dem Tode des Freiherrn Lochner († 1816) wurden die Liegenschaften an die Lindenberger und Bauern der Umgebung verkauft. 1820 ließ der Lindenberger Wirt Johann Friedrich Pensel das Schlossanwesen abbrechen und benutzte die Steine für den Bau der Häuser Nr. 5 (bis 1838), Nr. 6 und für die Wirtshausscheune.
Von der ehemaligen Mottenanlage sind noch der quadratische Turmhügel mit Graben und Außenwall erhalten.